# روز رول دارچینی
روز رول دارچینی یا روز نان دارچینی (سوئدی: Kanelbullens dag , فنلاندی: Korvapuustipäivä) در ۴ اکتبر هر سال اتفاق می‌افتد. این روز جشنی سالانه است که برای اهداف بازاریابی در سوئد و فنلاند ایجاد شده که در سال ۱۹۹۹ توسط کاف گاردستد تأسیس شد. در آن زمان، او مدیر پروژه شورای پخت خانگی (Hembakningsrådet) بود که از لحاظ تاریخی؛ گروهی تجاری بود که توسط تولیدکنندگان مخمر، تولیدکنندگان آرد، تولیدکنندگان شکر و تولیدکنندگان مارگارین حمایت می‌شد و اکنون توسط برند شکر دان سوکر پشتیبانی می‌شود.

## نقش فرهنگی
هدف از این روز و جشن، افزایش توجه به سنت‌های دیرینه پخت سوئدی با تمرکزی ویژه بر نان دارچینی و افزایش مصرف مخمر، آرد، شکر و مارگارین است. این رویداد از طریق تابلوهای تبلیغاتی در مغازه‌ها و کافه‌ها تبلیغ می‌شود. نان‌های دارچینی نیز در رویدادهای اجتماعی در میان سوئدی‌ها در نیوزلند و در کلیسای سوئد در خارج از کشور به نمایش گذاشته می‌شود.
بیشتر جشن‌های رسمی غذا، رویدادهای کوچکی هستند که توجه کمی به آن‌ها می‌شود، اما استقبال سوئدی‌ها از روز رول دارچینی به‌طور غیرمعمولی محبوب بوده‌است.

## تاریخ
روز رول دارچینی در ۴ اکتبر جشن گرفته می‌شود، زیرا شورای پخت خانگی نمی‌خواست این روز با سنت‌های غذایی دیگر، مانند نان‌های شیرین سملا، که در روز سه‌شنبه بزرگ در سوئد سرو می‌شود، رقابت کند. در سوئد، روز جهانی کودک در اولین دوشنبه ماه اکتبر جشن گرفته می‌شود. «یک فکر در مورد روز رول دارچینی این بود که این روز، یک روز برای تفکر است».